# Deflektometrie
Deflektometrie bezeichnet die berührungsfreie Erfassung bzw. Vermessung spiegelnder Oberflächen. Hierbei kommen Techniken aus der Fotometrie bzw. Radiometrie, der Photogrammetrie, des Laserscannings oder der Laserentfernungsmessung zum Einsatz.
Während diffus reflektierende Körper über eine Analyse der Helligkeitsverteilung reflektierter Lichtquellen erfasst werden können (Shape from Shading), werden bei ebenen oder gekrümmten, hochreflektiven Oberflächen die Spiegelbilder bekannter Muster analysiert, um die Form der Oberfläche zu bestimmen.

## Technische Bedeutung
Spiegelnde Freiformflächen treten z. B. bei Brillengläsern, Verglasungen von Fahrzeugen bzw. deren polierte, lackierte Oberflächen etc. auf. Bei der Herstellung und der folgenden Qualitätskontrolle müssen die Oberflächen oft bis in den Sub-Mikrometerbereich genau erfasst werden. Eine Abtastung oder Abstumpfung der Oberfläche etwa durch Kreidespray ist meist nicht wünschenswert, so dass nur eine optische Vermessung verbleibt.

## Physikalische Grundlagen
Die reine Spiegelung von Lichtstrahlen kann oft ausreichend mit dem Reflexionsgesetz im Rahmen der geometrischen Optik beschrieben werden. Allerdings führt dies nur für symmetrische Oberflächen (ebene, Kugel-, Parabolspiegel) zu einfachen Abbildungseigenschaften. Bei beliebig gekrümmten Oberflächen gilt das Reflexionsgesetz nur lokal an den Tangentialebenen der Oberfläche. Lichtstrahlen können daher mittels Raytracing verfolgt werden. Sind die 3D-Koordinaten eines Objektpunktes und seines Spiegelbildes (etwa durch Laserentfernungsmessung) bekannt, kann daraus im Prinzip der Reflexionspunkt auf der spiegelnden Oberfläche berechnet werden (Shape from Image-Object-Conjugation). Bei der fotografischen Messung eines Objektpunktes fehlen im Allgemeinen die Entfernungsinformationen, das heißt, es liegen nur Richtungsinformationen vor, aus denen aber mit aufwändigeren mathematischen Methoden oder in Kombination mit anderen physikalischen Effekten die Oberflächenform abgeleitet werden kann. Hierzu werden oft die deformierten Bilder von Streifen- oder Schachbrettmustern untersucht.

## Weitere Anwendungen
Ist die genaue Form einer spiegelnden Oberfläche bekannt, können darin gespiegelte Objekte aus ihren verzerrten Bildern rekonstruiert oder umgekehrt die verzerrten Bilder dieser Objekte berechnet werden. Anwendungen reichen von der Kriminalistik (z. B. Rekonstruktion eines Gesichtes aus einem Spiegelbild in einem spiegelnden Türgriff) bis hin zur Architektur (z. B. Simulationen eines Straßenbildes bei verglasten, gekrümmten Fassaden).